# Michel Tielbeke
Michel Tielbeke (3 december 1981) is een voormalig Nederlands zwemmer, met name de 50 meter vrije slag, 100 meter vlinderslag, 100 meter schoolslag en de 200 meter wisselslag. 
Tielbeke is doof geboren en zeer slechtziend. Vanaf zijn vierde à vijfde heeft hij het syndroom van Usher. Hij is lid van de zwemclubs SAVAS Raalte (Sallandse Vereniging Aangepaste Sporten), SC Salland (zwemselectie Raalte) en de Zoetermeer Doven Zwem Club.
Tielbeke kwam uit voor Nederland op de Paralympische Zomerspelen 2008 in Peking op de 50 m Vrije Slag, 100 m Schoolslag, 100 m Vlinderslag, 200 m Wisselslag in de categorie S13. In 2009 heeft Tielbeke mee gedaan aan de Deaflympics in Taipei.
Michel Tielbeke is in februari 2009 tijdens het Gemeentelijke Sportgala uitgeroepen tot "Sporter van het jaar van de gemeente Raalte".
In 2011 is hij opnieuw geclassificeerd en sindsdien komt hij uit in de categorie S12. Tijdens de Paralympische Spelen 2012 in Londen nam hij deel aan de 100 meter schoolslag. Na een gedeelde 8e tijd in de series werd hij na een zogenoemde swim-off uitgeschakeld voor de finale.
In het dagelijks is hij jarenlang medewerker in een wasserij geweest, maar doordat zijn zicht steeds verder achteruit is gegaan werd hij in 2013 arbeidsongeschikt verklaard, in datzelfde jaar stopte hij met wedstrijdzwemmen. Sindsdien is Tielbeke vrijwilliger bij een organisatie voor doofblinde mensen.